# Marisol Salanova
Marisol Salanova (Valencia, 21 de octubre de 1982) es una comisaria y crítica de arte española.

## Biografía
Marisol Salanova es licenciada en Filosofía por la Universidad de Valencia y máster en Producción Artística por la Universidad Politécnica de Valencia. Ha dedicado su carrera profesional a la comunicación artística, la crítica de arte y comisariado de exposiciones. Trabaja de forma habitual como redactora y colaboradora de medios como Cadena Ser, ABC Cultural, Diario Levante, Revista Mirall y Descubrir el Arte. En 2012, junto a Javier Castro, fundó Micromegas, una editorial independiente especializada en ensayo sobre teoría del arte y estudios culturales, que codirigió durante 8 años. Como crítica ha participado también en catálogos y libros de artista. 
Salanova también se desarrolla como docente y asesora de artistas y coleccionistas. Trabaja desde una perspectiva de género, "concibiendo al artista como activista, velando por los intereses de todo agente cultural implicado en cada proyecto con equidad y trato horizontal, rompiendo el estereotipo del comisariado por encima de la creación artística".
En 2021 fue la comisaria de "NFTsART. Convocatoria de criptoarte para artistas digitales” donde se llevaron adelante diferentes coloquios sobre NFTs y criptoarte. Dentro de sus trabajos destaca la comunicación que hace del arte en redes sociales como Instagram o TikTok.

## Obras publicadas
- La crítica de arte en la actualidad. 2024 Ediciones Akal - ISBN 978-84-460-5613-3 [8]
- Inteligencia artística. 2023. EAN 9788419271891
- Innovación desde el museo: ensayos sobre emergencia cultural (coordinadora). 2021. ISBN 978-84-482-6611-0[9]
- Enterrados. El ocaso de los cuerpos. 2015. EAN 9788494054549
- Postpornografía. 2012. ISBN 978-84-15107-29-3

## Obras colectivas
- Comisariado ¿pedagógico? 2022. ISBN 978-8413525938
- La escalera de Jacob. 2018.  ISBN 9788494953910[10]